# Björgvin Björgvinsson
Björgvin Björgvinsson (ur. 11 stycznia 1980 w Reykjavíku) – islandzki alpejczyk.
W 1998 został mistrzem kraju w kombinacji. W 2000 powtórzył to osiągnięcie w slalomie gigancie. W 2002 po raz kolejny został mistrzem Islandii w slalomie gigancie. W 2003 dokonał tego samego. W 2005 wygrał mistrzostwa kraju w superkombinacji i slalomie gigancie. W tej drugiej konkurencji uzyskał czas 1:47,62.
Brał udział w zimowych igrzyskach w 2002, 2006 i 2010. Na wszystkich tych imprezach startował w slalomie i slalomie gigancie. W Salt Lake City nie ukończył zarówno slalomu, jak i slalomu giganta. W Turynie także nie ukończył slalomu giganta, natomiast w slalomie zajął 22. miejsce z czasem 1:51,23. W Vancouver nie ukończył slalomu, a w slalomie gigancie uplasował się na 43. pozycji z czasem 2:46,71. Był chorążym islandzkiej kadry na tych igrzyskach. Był najstarszym Islandczykiem na igrzyskach w 2006 i 2010. W 2011 zakończył karierę, a w styczniu 2012 został trenerem klubu Skíðadeild Tindastóls. Później utracił to stanowisko, by w październiku 2013 ponownie je objąć.